# Alice au royaume de cœur
Alice au royaume de cœur (ハートの国のアリス ～Wonderful Wonder World～, Hāto no Kuni no Arisu ~Wonderful Wonder World~) est un visual novel développé par Quin Rose réinterprétant le roman Les Aventures d'Alice au pays des merveilles de Lewis Carroll. Une adaptation en shōjo manga illustrée par Soumei Hoshino a été prépubliée entre octobre 2007 et octobre 2010 dans le magazine Monthly Comic Avarus de l'éditeur Mag Garden et est publiée en version française par Ki-oon. Un film d'animation est également sorti en juillet 2011.
Plusieurs jeux vidéo dérivés ont par la suite vu le jour, et ont connu des adaptations en manga. Alice au royaume de trèfle et Alice au royaume de Joker, dessinés par Mamenosuke Fujimaru, sont publiés respectivement entre 2009 et 2011 et entre 2011 et 2014 dans le magazine Comic Zero Sum. Les versions françaises sont publiées par Ki-oon.

## Synopsis
Alice Liddell somnole dans son jardin quand un jeune homme avec des oreilles de lapin la kidnappe en la faisant tomber dans un trou. Sans le vouloir, Alice est emmenée à Wonderland, dans la contrée du Royaume de Cœur. Le lapin dit s’appeler Peter White et lui fait avaler une étrange potion avant de disparaître. Afin de rentrer chez elle, Alice doit jouer au même étrange jeu que les habitants de ce monde et la chose n'est pas facile quand tous les hommes cherchent à la séduire ou à la tuer.

## Personnages
Alice Liddell (アリス＝リデル, Arisu Rideru)
Alice est une jeune fille bien éduquée qui aime les livres. Par contre, elle aime de tout ce qui est kitsch, mignon et à froufrou. Elle avait autrefois un petit ami qui physiquement est la réplique parfaite de Blood, qui l'a quittée pour une autre fille. Blood et Alice se disputent énormément tout au long de l'histoire.  Au royaume de cœur, elle vit à la tour de l'horloge avec Julius et l'aide dans son travail.
À la fin du tome 6, Alice se rend compte qu'elle éprouve des sentiments pour Blood, et que c'est réciproque, car c'est lui qui est allé la chercher dans le monde réel après qu'elle en soit revenue pour l'emmener au royaume de cœur en lui faisant boire de la potion spéciale.
Peter White (ペーター＝ホワイト, Pētā Howaito)
Peter White joue le rôle du lapin blanc. Il travaille au service de la reine de cœur et il est aussi le premier ministre. D'un naturel froid et à la gâchette facile, Peter ne fait jamais son travail sérieusement, sauf quand il s'agit d'Alice. Éperdument amoureux d'elle, il essaye de lui faire partager sans succès ses sentiments et il reçoit la plupart du temps une baffe. Tireur émérite, Peter est doué d'une grande force et il a aussi la possibilité de se changer en petit lapin blanc pour amadouer Alice.
Blood Dupré (ブラッド＝デュプレ, Buraddo Dupure)
Blood est le Chapelier, propriétaire de son manoir et chef de la mafia. Son plus grand plaisir est de goûter à des variétés rares de thés. D'un naturel antipathique, il s'est mis à dos la plupart des acteurs surtout le directeur du parc d'attraction. Il se dispute aussi souvent avec Alice. Sa relation avec elle était très chaotique car il était convaincu que la jeune fille se servait de ses charmes pour obtenir ce qu'elle voulait. Ce n'est qu'après une discussion avec elle qu'il accepte de la voir comme une fille normale et non une étrangère. Il garde aussi de nombreux secrets dans sa roseraie notamment son lien de parenté avec Vivaldi la reine de Cœur alors qu'ils étaient censés être ennemis.
Vivaldi (ビバルディ, Bibarudi)
Vivaldi est la reine de Cœur. D'un premier abord, elle paraît effrayante et ordonne de couper des têtes à tout va dès qu'elle est contrariée. Elle cultive dans sa chambre un petit jardin secret avec des peluches toutes plus mignonnes les unes que les autres. Vivaldi est une femme qui aime l'indépendance et montre clairement qu'elle n'a pas besoin d'un homme à ses côtés. Seule Alice est au courant qu'elle est la grande sœur de Blood.
Airay Boris (ボリス＝エレイ, Borisu Erei)
Airay Boris, le Chat du Cheshire vit au parc d'attraction. D'un look punk, il s'entend très bien avec Dee et Dum les jumeaux qui travaillent pour le chapelier. Il aime beaucoup Alice et comprend grossièrement l'importance d'une vie. Dès qu'elle a le moral au plus bas, Boris est toujours là pour la faire rire et oublier ses ennuis. Son passe temps préféré est de s'introduire en douce dans le château de cœur. Il est amoureux d'Alice
Julius Monrey (ユリウス＝モンレー, Yuriusu Monrē)
Julius est le maître de la tour de l'horloge. D'une misanthropie légendaire, il ne sort de chez lui que s'il y est obligé. Il est chargé de réparer les montres de tous les habitants du royaume de Cœur. Étant donné qu'il est le seul dans le domaine, la tour de l'horloge est un terrain neutre où les habitants de tous les territoires peuvent lui apporter leurs montres sans crainte. Néanmoins, personne à part Alice ne cherche sa compagnie à cause de son métier de croque-mort. Il ne supporte particulièrement pas Blood le Chapelier qui est contre le principe de réparer les montres.
Ace (エース, Ēsu)
Ace est le chevalier et l'as du royaume de Cœur. Il travaille pour la reine Vivaldi officiellement, mais il aide également Julius à récupérer les montres de force chez les habitants du royaume, et n'hésite pas à tuer pour les récupérer. Mais il est doté d'un très mauvais sens de l'orientation et se perd sur de très courtes distances. Il emmène donc chaque fois qu'il sort une tente et tout l'équipement pour passer la nuit à la belle étoile. De tous les acteurs, c'est le seul qui cherche un moyen d'échapper à son rôle. Il est aussi fasciné par les battements du cœur d'Alice.
Eliott March (エリオット＝マーチ, Eriotto Māchi)
Eliott est le lièvre de Mars, fait office de garde du corps de Blood et a la gâchette très facile. Il a beau dire qu'il n'est pas un lapin, il aime tous les plats faits à base de carottes, sauf la carotte crue. Il a l'horloger en horreur car Julius l'avait mis en prison pour avoir détruit une montre. Blood l'a aidé à s'évader et l'a pris à son service. Blood lui a fait la promesse qu'il détruirait sa montre à sa mort pour qu'il ne puisse pas revenir avec une autre personnalité.
Nightmare (ナイトメア＝ゴットシャルク, Naitomea Gottosharuku)
Nightmare est le démon des cauchemars. De constitution fragile, il crache du sang à la moindre secousse ou émotion forte. C'est lui qui ouvre les passages vers le monde réel et distribue la potion de cœur qui empêche les étrangers de rentrer directement chez eux.
Les Bloody Twins (トゥイードル＝ディー、トゥイードル＝ダム, Tuīdoru Dī, Tuīdoru Damu)
Dee et Dum, les Bloody Twins travaillent en tant que gardiens pour le Chapelier. Ils quittent régulièrement leur poste pour prendre une "pause" ce qui fait enrager Eliott. Dee et Dum échangent régulièrement leurs uniformes et surnomment Eliott "Pinpin" ou "sale lapinou". Ils ont une passion pour toutes sortes d'armes et de poison mortel.
Goround
Goround est le directeur du parc d'attraction. Il a le Chapelier en horreur car il a dévoilé son nom complet: Mary Goround, un jeu de mots avec "merry go round" qui veut dire manège en anglais. Il ne quitte jamais son violon et chante souvent au grand malheur de tout le monde car il chante faux. Il possède le titre de Marquis.

## Le Royaume de Cœur
Le Royaume de Cœur est divisé en quatre territoires, dont trois qui sont en guerre : le château de Cœur, le parc d'attractions, le manoir du Chapelier. La tour de l'horloge est le seul territoire neutre. 
La plupart des habitants du royaume ne possèdent pas de visage et n'ont pas de nom. ce sont des « serviteurs ». Seuls les acteurs ont le droit d'avoir un visage. Par contre, tous les personnages possèdent sur eux des objets qu'ils peuvent transformer à leur guise en arme. Ils ne possèdent pas de cœur, mais une montre dans la poitrine. À leur mort, leur corps disparaît et seule reste la montre qui sera réparée par Julius l'horloger. Le nouveau corps sera identique, mais la personnalité change. C'est pour cela que les habitants du Royaume ne considèrent pas leur vie comme quelque chose d'important. Dans certains cas, si la montre d'un acteur est irréparable, un habitant du Royaume recevra un visage et devra reprendre le rôle.
Les moments de la journée sont complètement décalés. Ainsi une nuit peut durer une trentaine de minutes et être suivie par le crépuscule qui peut durer plus ou moins longtemps.

## Jeux vidéo
Il existe actuellement plusieurs jeux vidéo : Heart no kuni no Alice et sa suite Clover no kuni no Alice, Joker no kuni no Alice, Omochabako no kuni no Alice et une réadaptation du premier opus Heart no kuni no Alice: Anniversary. D'abord sorti sur PC, les jeux ont été réédités sur PS2 ou PSP,.
Un autre jeu intitulé Diamond no Kuni no Alice: Wonderful Mirror World est sorti sur PSP le 25 juillet 2013. 

## Manga
Une adaptation du jeu vidéo en manga a vu le jour par Soumei Hoshino dans le magazine Monthly Comic Avarus entre les numéros d'octobre 2007 et octobre 2010 avant d'être compilé en un total de six volumes,. La version française est éditée en intégralité par Ki-oon.
Une deuxième série nommée Alice au royaume de trèfle (クローバーの国のアリス~チェシャ猫とワルツ~, Clover no kuni Alice - Cheshaneko to waltz), adaptation du jeu vidéo Clover no kuni Alice, a vu le jour entre 2009 et 2011 par Manenosuke Fujimaru et comporte un total de sept volumes. La version française est également éditée par Ki-oon.
Une troisième série nommée Alice au royaume de Joker (ジョーカーの国のアリス〜サーカスと嘘つきゲーム〜, Joker no Kuni no Alice: Circus to Usotsuki Game), adaptation du jeu vidéo Joker no kuni no Alice, est publiée à partir d'avril 2011 dans le magazine Comic Zero Sum et compte sept volumes. La version française est éditée par Ki-oon.
Plusieurs mangas one shot ont également vu le jour.

## Anime
En juin 2008, Quin Rose annonce la production d'un OAV basé sur le visual novel, mais le projet n'a jamais vu le jour. En mars 2011, la production d'un film d'animation a été annoncée dans le magazine B's-Log. Celui-ci est sorti dans les salles japonaises le 30 juillet 2011.